# Upplands runinskrifter 689
Upplands runinskrifter 689 är en vikingatida runsten av ljus gnejsgranit i Säby, Skoklosters socken och Håbo kommun. Runstenen är cirka 1,40 meter hög och 0,85 meter bred. Runhöjden är 8 till 10 centimeter. Ristningens ornamentik är tämligen enkel och ristningen är klumpigt utförd. Ristningen attribueras till Arbjörn.

## Inskriften
Translitterering av runraden:
siab · auk · sibi · auk · tubi · litu · raisa · merki · þesa · eftiʀ · karl · buruþur · sin ·
Normalisering till runsvenska:
siab ok Sibbi ok Tobbi/Tubbi letu ræisa mærki þessa æftiʀ Karl, broður sinn.
Översättning till nusvenska:
siab och Sibbe och Tubbe läto resa dessa märken efter Karl, sin broder.
Något mansnamn, som kan svara mot runorna 1—4, siab, är inte känt.